# پتر اشتاین

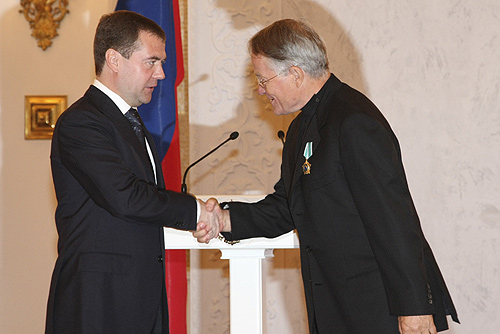
پتر اشتاین (راست) و دمیتری مدودف

پتر اشتاین (به آلمانی: Peter Stein)،(زاده ۱ اکتبر ۱۹۳۷) کارگردان تئاتر و اپرا اهل آلمان است. او خود را با تأسیس شرکتی که آن را به صحنه تئاتر آلمان آورد تثبیت نمود. اشتاین در دورهٔ نازیسم در برلین به دنیا آمد. پدرش هربرت اشتاین مدیر کارخانه آلفرد توس، کارخانهٔ تولید موتورسیکلت که رژیم نازی در آن قطعات خودرو تولید می‌کرد، بود. هربرت مسئول ۲۵۰۰۰۰ کارگری بود که در آنجا به طور اجباری کار می‌کردند. او در کلیسای مخالف رژیم و گروه مقاومت آلمان هم مشارکت داشت.
اشتاین گفته است که این حوادث تأثیر عمیقی در زندگی او داشته است. بعد از جنگ پدرش به خاطر همکاری با نازی‌ها دو سال زندانی شد. عملکرد تحصیلی پتر تنزل یافت و او به سختی در دانشگاه فرانکفورت تحصیل کرد سپس به مونیخ رفته و در دانشگاه آنجا ثبت‌نام کرد. او تز دکترایش را در مورد کارهای ارنست هوفمان نوشت.
او که از زمان اقامت در فرانکفورت در مورد تئاتر کنجکاو بود در مونیخ ابتدا کارگردان پشت صحنه شده و سرانجام در بخش‌های دیگر هم کارگردانی کرد. با اثبات خودش توسط ادوارد بوند برای کارگردانی نمایش نجات‌یافته استخدام شد. این قطعه موجب توجه عموم به او شده و تحسین منتقدان را برانگیخت.